# Кенийский шиллинг
Кени́йский ши́ллинг — национальная валюта Кении.
Один кенийский шиллинг равен 100 центам. Международное обозначение — KES. Находится в обращении с 14 сентября 1966 года.
В настоящий момент в денежном обращении находятся банкноты серии 2003 года, а также серии 2019 года номиналом в 50, 100, 200, 500 и 1000 кенийских шиллингов и монеты в 50 центов, 1, 5, 10, 20 и 40 кенийских шиллингов.

## Банкноты
В обороте находятся банкноты номиналом 50, 100, 200, 500 и 1000 шиллингов различных годов выпуска. Банкноты старых годов выпуска являются платёжным средством и изымаются из оборота по мере износа.
| Серия 2003—2010 годов | Серия 2003—2010 годов | Серия 2003—2010 годов | Серия 2003—2010 годов | Серия 2003—2010 годов | Серия 2003—2010 годов | Серия 2003—2010 годов                                     | Серия 2003—2010 годов | Серия 2003—2010 годов |
| Изображение           | Изображение           | Номинал (шиллингов)   | Размеры (мм)          | Основные цвета        | Описание              | Описание                                                  | Годы печати           |                       |
| Лицевая сторона       | Оборотная сторона     | Номинал (шиллингов)   | Размеры (мм)          | Основные цвета        | Лицевая сторона       | Оборотная сторона                                         | Годы печати           |                       |
| --------------------- | --------------------- | --------------------- | --------------------- | --------------------- | --------------------- | --------------------------------------------------------- | --------------------- | --------------------- |
|                       |                       | 50                    | 138×72                | коричневый, зелёный   | портрет Джомо Кениата | арка в виде бивней слонов в Момбасе, караван верблюдов    | 2003—2006 2008—2010   |                       |
|                       |                       | 100                   | 141×74                | фиолетовый, зелёный   | портрет Джомо Кениата | международный конференц-центр, памятник им. Джомо Кениата | 2004—2006 2008—2010   |                       |
|                       |                       | 200                   | 144×76                | серый, зелёный        | портрет Джомо Кениата | сбор хлопка                                               | 2003—2006 2008—2010   |                       |
|                       |                       | 500                   | 147×78                | серый, зелёный        | портрет Джомо Кениата | здание Национальной ассамблеи                             | 2003—2006 2008—2010   |                       |
|                       |                       | 1000                  | 150×88                | коричневый, жёлтый    | портрет Джомо Кениата | стадо слонов, буйволы                                     | 2003—2006 2008—2010   |                       |

| Серия 2019-2022 годов | Серия 2019-2022 годов | Серия 2019-2022 годов | Серия 2019-2022 годов | Серия 2019-2022 годов | Серия 2019-2022 годов                   | Серия 2019-2022 годов | Серия 2019-2022 годов | Серия 2019-2022 годов |
| Изображение           | Изображение           | Номинал (шиллингов)   | Размеры (мм)          | Основные цвета        | Описание                                | Описание              | Годы печати           |                       |
| Лицевая сторона       | Оборотная сторона     | Номинал (шиллингов)   | Размеры (мм)          | Основные цвета        | Лицевая сторона                         | Оборотная сторона     | Годы печати           |                       |
| --------------------- | --------------------- | --------------------- | --------------------- | --------------------- | --------------------------------------- | --------------------- | --------------------- | --------------------- |
|                       |                       | 50                    | 123×62                | красный, оранжевый    | Между народный конференц-центр Кеньятты | зелёная энергия       | 2019 - 2023           |                       |
|                       |                       | 100                   | 128×64                | фиолетовый            | Между народный конференц-центр Кеньятты | сельское хозяйство    | 2019 - 2023           |                       |
|                       |                       | 200                   | 133×67                | голубой               | Между народный конференц-центр Кеньятты | социальные услуги     | 2019 - 2023           |                       |
|                       |                       | 500                   | 138×68                | зелёный, жёлтый       | Между народный конференц-центр Кеньятты | туризм                | 2019 - 2023           |                       |
|                       |                       | 1000                  | 143×70                | коричневый, оранжевый | Между народный конференц-центр Кеньятты | управление            | 2019 - 2023           |                       |